# Słupice (Pakosławice)
Słupice (deutsch Schlaupitz, 1936–1945 Schlaubental) ist eine Ortschaft der Landgemeinde Pakosławice in Polen. Sie liegt im Powiat Nyski (Kreis Neisse) in der Woiwodschaft Oppeln.

## Geographie

### Geographische Lage
Das Straßendorf Słupice liegt im Südwesten der historischen Region Oberschlesien. Der Ort liegt etwa zwölf Kilometer westlich des Gemeindesitzes Pakosławice, etwa elf Kilometer nordwestlich der Kreisstadt Nysa und etwa 60 Kilometer südwestlich der Woiwodschaftshauptstadt Opole.
Słupice liegt in der Nizina Śląska (Schlesische Tiefebene) innerhalb der Równina Grodkowska (Grottkauer Ebene). Durch den Ort fließt die Korzkiew (Korkwitzer Bach), ein linker Zufluss der Glatzer Neiße. Dieser wird südöstlich des Dorfes zum Jezioro Korzkiew aufgestaut.

### Ortsteil
Ortsteil von Słupice ist der Weiler Spiny (Spienau).

### Nachbarorte
Nachbarorte von Słupice sind im Nordosten Biechów (Bechau), im Südosten Nowaki (Nowag), im Südwesten Karłowice Wielkie (Groß-Karlowitz) sowie im Nordwesten  Kłodobok (Klodebach).

## Geschichte

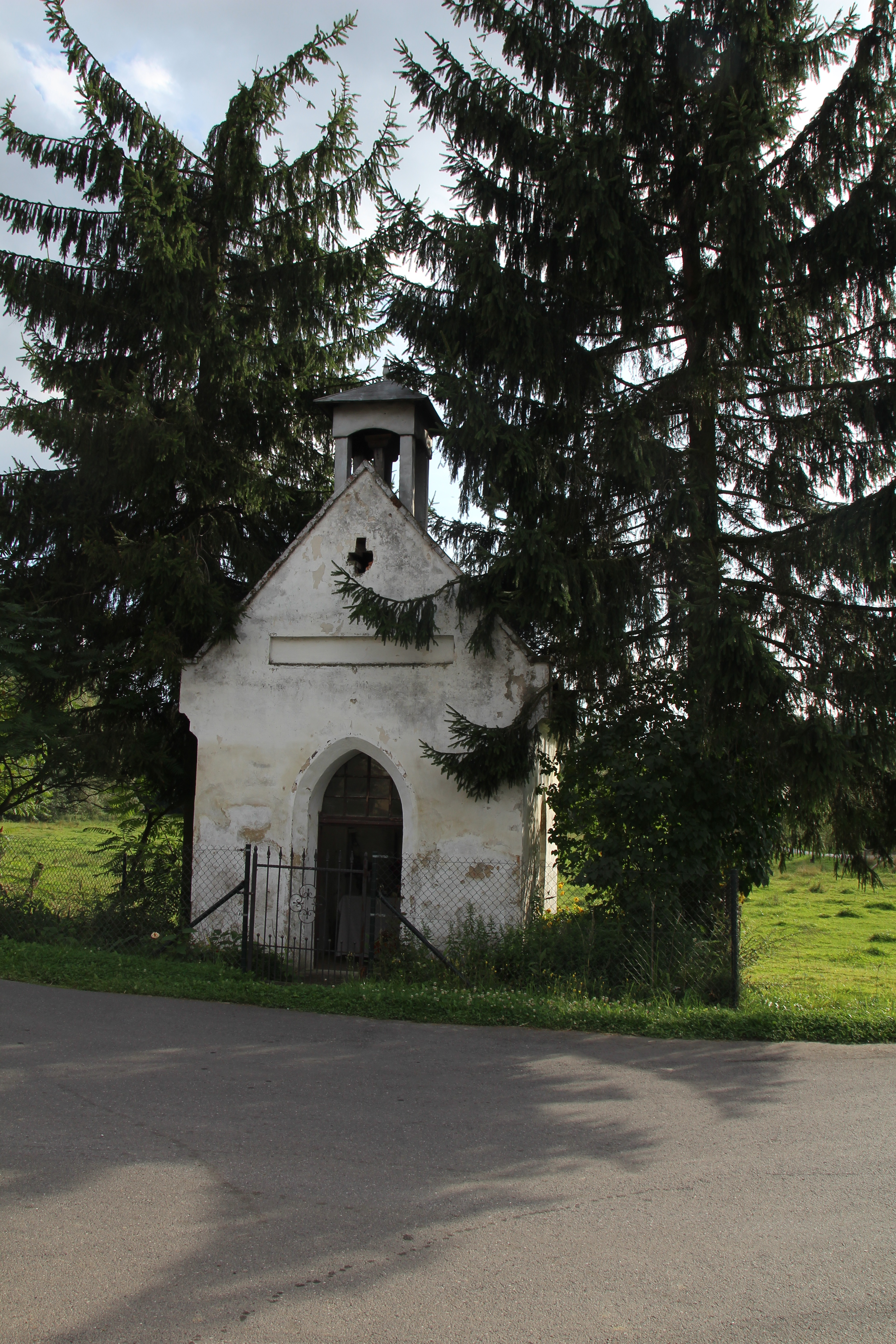
Wegekapelle

In dem Werk Liber fundationis episcopatus Vratislaviensis aus den Jahren 1295–1305 wird der Ort erstmals als Slupiste erwähnt. 1369 erfolgte eine Erwähnung als Slupisch sowie 1398 Aldindorff und 1401 Slupicz. Der deutsche Ortsname leitet sich von der ehemaligen Lage im Wald und dem alten slawischen Ortsname Slupicze und bedeutet in etwa Phalheim.
Nach dem Ersten Schlesischen Krieg 1742 fiel Schlaupitz mit dem größten Teil Schlesiens an Preußen.
Nach der Neuorganisation der Provinz Schlesien gehörte die Landgemeinde Schlaupitz ab 1816 zum Landkreis Neisse im Regierungsbezirk Oppeln. 1845 bestanden im Dorf 28 Häuser sowie 237 Menschen, davon zwei evangelisch. 1855 lebten 269 Menschen im Ort. 1865 bestanden im Ort 23 Gärtner- und acht Häuslerstellen sowie eine Wassermühle. Eingeschult und eingepfarrt waren die Bewohner nach Groß-Karlowitz. 1874 wurde der Amtsbezirk Bechau gegründet, welcher aus den Landgemeinden Bechau, Guttwitz, Rottwitz und Schlaupitz und den Gutsbezirken Bechau, Rottwitz und Schlaupitz bestand. 1885 zählte Schlaupitz 227 Einwohner.
1933 lebten in Schlaupitz 214 Menschen. Am 18. August 1936 wurde der Ort im Zuge einer Welle von Ortsumbenennungen der NS-Zeit in Schlaubental umbenannt. 1939 zählte Schlaubental 182 Einwohner. Bis 1945 befand sich der Ort im Landkreis Neisse.
1945 kam Schlaubental unter polnische Verwaltung und wurde in Słupice umbenannt, die Bevölkerung wurde vertrieben. 1950 kam Słupice zur Woiwodschaft Oppeln. 1999 kam der Ort zum wiedergegründeten Powiat Nyski.

## Sehenswürdigkeiten
- Steinerne Wegekapelle